# Lacombe-Ponoka
Circonscription électorale provinciale du Canada
Lacombe-Ponoka est une circonscription électorale provinciale au centre de l'Alberta, (Canada), créée en 2003. La circonscription est chargée d'élire un seul député à l'Assemblée législative. 

## Liste des députés
| Députés de l'Assemblée législative de Lacombe-Ponoka | Députés de l'Assemblée législative de Lacombe-Ponoka | Députés de l'Assemblée législative de Lacombe-Ponoka | Députés de l'Assemblée législative de Lacombe-Ponoka | Députés de l'Assemblée législative de Lacombe-Ponoka |
| Années                                               | Années                                               | Député                                               | Parti politique                                      |                                                      |
| ---------------------------------------------------- | ---------------------------------------------------- | ---------------------------------------------------- | ---------------------------------------------------- | ---------------------------------------------------- |
|                                                      | 2004 - 2008                                          | Ray Prins                                            | Progressiste-Conservateur                            |                                                      |
|                                                      | 2008 - 2012                                          | Ray Prins                                            | Progressiste-Conservateur                            |                                                      |
|                                                      | 2012 – 2014                                          | Rod Fox                                              | Parti Wildrose                                       |                                                      |
|                                                      | 2014-2015                                            | Rod Fox                                              | Progressiste-Conservateur                            |                                                      |
|                                                      | 2015 – présent                                       | Ron Orr                                              | Parti Wildrose                                       |                                                      |

## Résultats électoraux
| Élection générale albertaine de 2012 | Élection générale albertaine de 2012 | Élection générale albertaine de 2012 | Élection générale albertaine de 2012 |
| Candidat                             | Candidat                             | Parti                                | # de voix                            |
| ------------------------------------ | ------------------------------------ | ------------------------------------ | ------------------------------------ |
|                                      | Rod Fox                              | Parti Wildrose                       | 6,570                                |
|                                      | Steve Christie                       | Progressiste-conservateur            | 5,362                                |
|                                      | Doug Hart                            | NPD                                  | 1,478                                |
|                                      | Tony Jeglum                          | Parti de l'Alberta                   | 781                                  |
|                                      | Kyle Morrow                          | Libéral                              | 753                                  |
| Total                                |                                      |                                      |                                      |